# Stawiszcze (województwo podlaskie)
Stawiszcze – wieś w Polsce położona w województwie podlaskim, w powiecie hajnowskim, w gminie Czeremcha.
| SIMC    | Nazwa       | Rodzaj  |
| ------- | ----------- | ------- |
| 0025922 | Chlewiszcze | kolonia |

Wieś królewska położona była w końcu XVIII wieku w powiecie brzeskolitewskim województwa brzeskolitewskiego połowiecka). W latach 1975–1998 miejscowość administracyjnie należała do województwa białostockiego.
Prawosławni mieszkańcy wsi należą do parafii Opieki Matki Bożej w Zubaczach, a wierni kościoła rzymskokatolickiego do parafii Najświętszej Maryi Panny Królowej Polski w Czeremsze. We wsi znajduje się prawosławny cmentarz z cerkwią pod wezwaniem Cudu św. Michała Archanioła

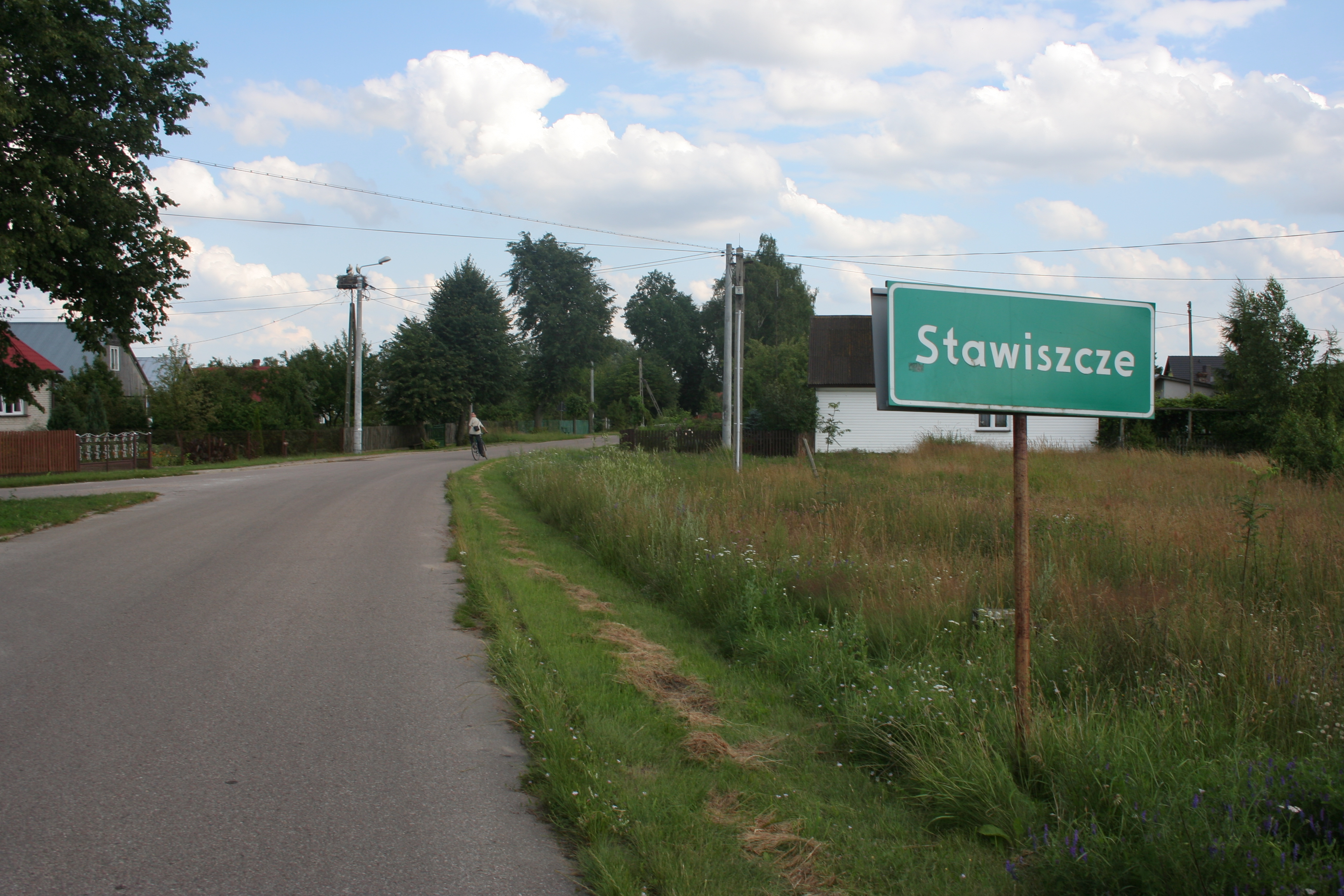
Wjazd do wsi od Czeremchy
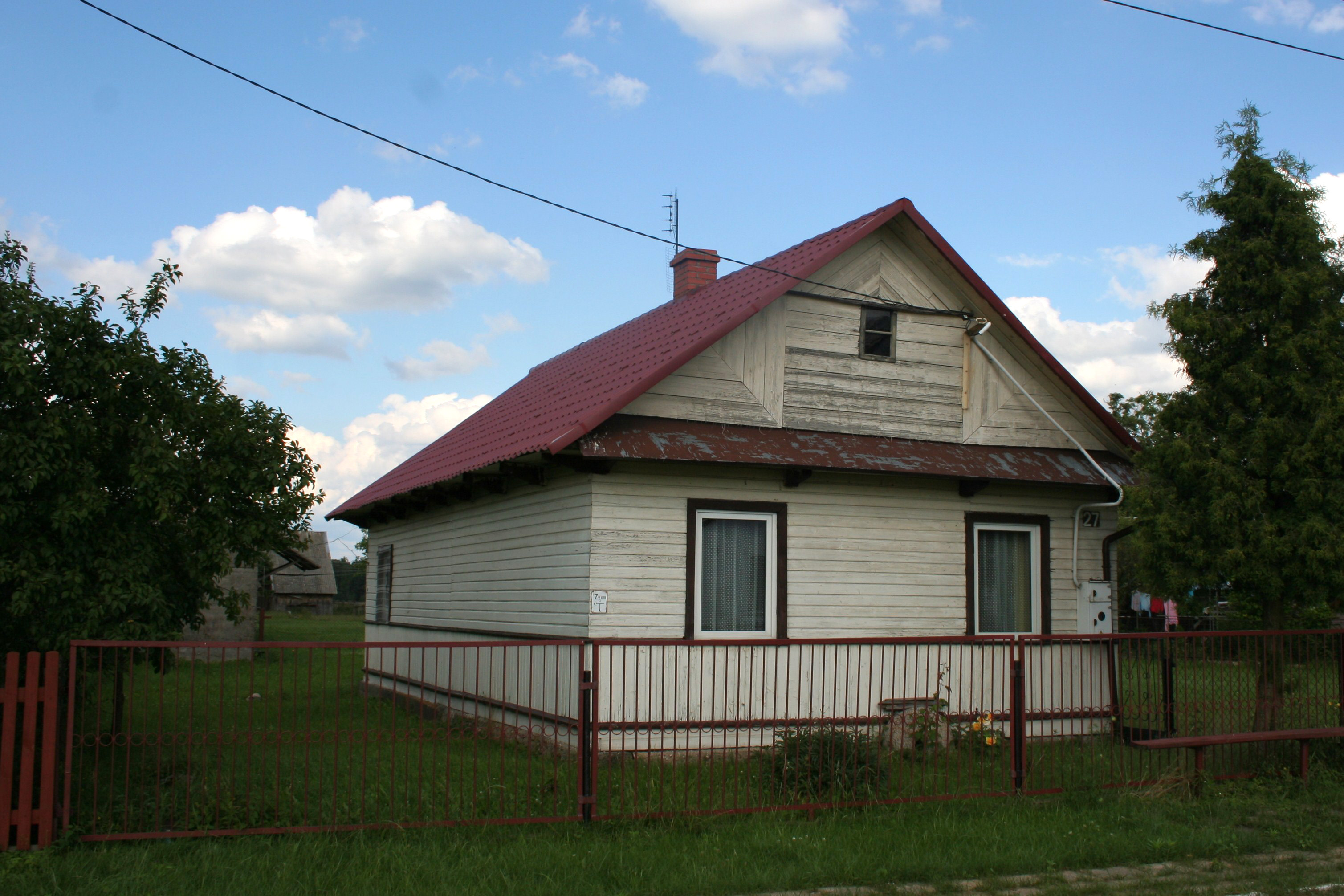
Drewniany dom
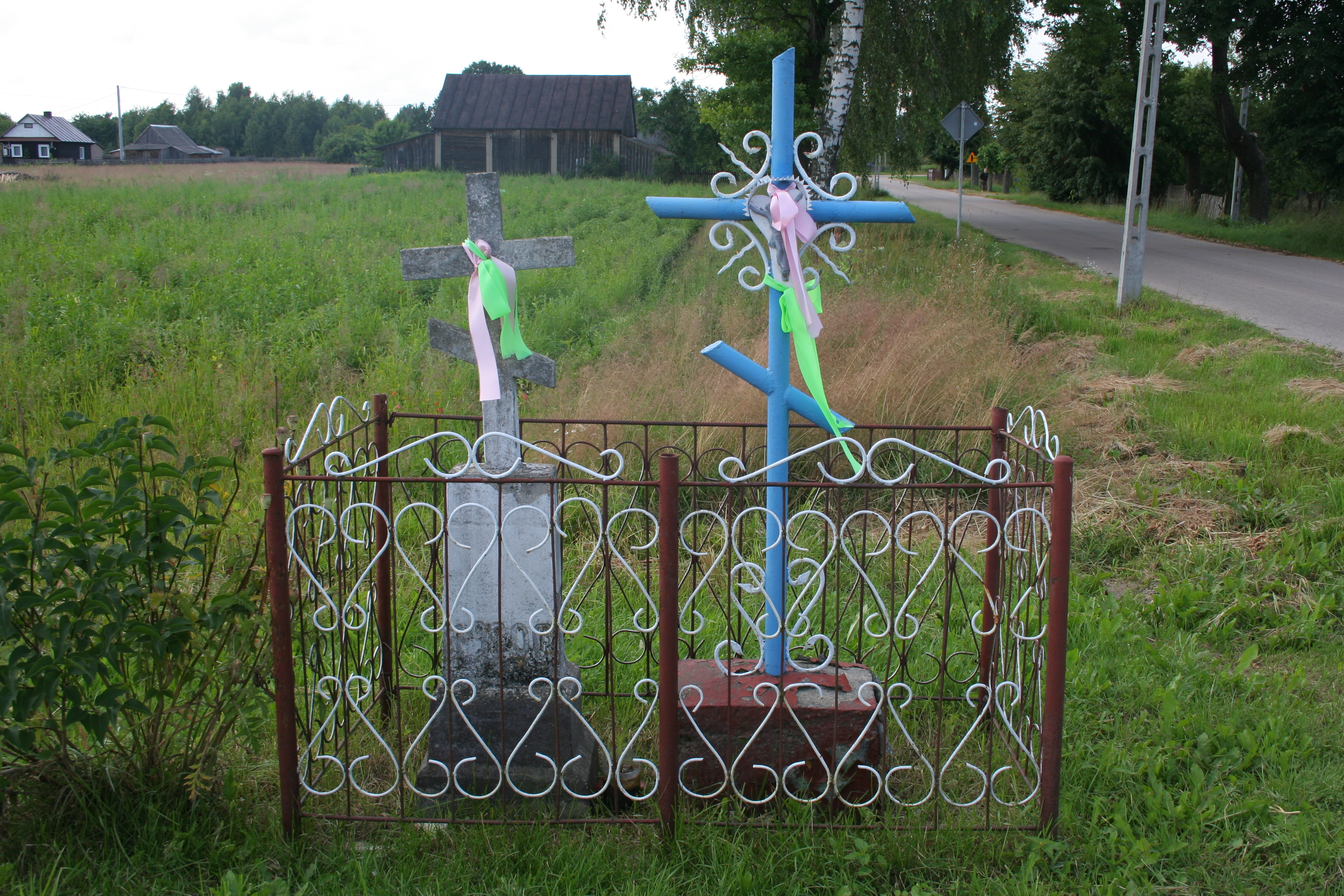
Prawosławne krzyże wotywne